# Togli le gambe dal parabrezza
Togli le gambe dal parabrezza è un film del 1969 diretto da Massimo Franciosa.

## Trama
Alberto, ingegnere ultraquarantenne, accoglie sulla sua auto Silvie, una studentessa parigina che fa l'autostop. Decide di accompagnarla fino a Roma, con la segreta speranza di poterne ricavare un'avventura. Tenendolo maliziosamente in sospeso tra la provocazione e il rifiuto, Silvie fa in modo che lungo il viaggio non accada nulla, e arrivati in città approfitta di un suo momento di distrazione per filarsela.